# Xã Great Scott, Quận St. Louis, Minnesota
Xã Great Scott (tiếng Anh: Great Scott Township) là một xã thuộc quận St. Louis, tiểu bang Minnesota, Hoa Kỳ. Năm 2010, dân số của xã này là 561 người.